# Кейв-Джанкшен (Орегон)
Кейв-Джанкшен (англ. Cave Junction) — місто (англ. city) в США, в окрузі Джозефін штату Орегон. Населення — 2071 особа (2020).

## Географія
Кейв-Джанкшен розташований за координатами 42°10′0″ пн. ш. 123°38′53″ зх. д. / 42.16667° пн. ш. 123.64806° зх. д. (42.166664, -123.648096).  За даними Бюро перепису населення США в 2010 році місто мало площу 4,70 км², з яких 4,68 км² — суходіл та 0,01 км² — водойми.

### Клімат
| Клімат : Кейв-Джанкшен  | Клімат : Кейв-Джанкшен | Клімат : Кейв-Джанкшен | Клімат : Кейв-Джанкшен | Клімат : Кейв-Джанкшен | Клімат : Кейв-Джанкшен | Клімат : Кейв-Джанкшен | Клімат : Кейв-Джанкшен | Клімат : Кейв-Джанкшен | Клімат : Кейв-Джанкшен | Клімат : Кейв-Джанкшен | Клімат : Кейв-Джанкшен | Клімат : Кейв-Джанкшен | Клімат : Кейв-Джанкшен |
| Показник                | Січ.                   | Лют.                   | Бер.                   | Квіт.                  | Трав.                  | Черв.                  | Лип.                   | Серп.                  | Вер.                   | Жовт.                  | Лист.                  | Груд.                  | Рік                    |
| Абсолютний максимум, °C | 18,9                   | 24,4                   | 27,8                   | 36,7                   | 42,2                   | 42,8                   | 44,4                   | 45,6                   | 43,3                   | 37,8                   | 25,6                   | 20,6                   | 45,6                   |
| Середній максимум, °C   | 8,7                    | 12,1                   | 14,7                   | 18,1                   | 23,0                   | 27,4                   | 32,5                   | 32,2                   | 29,0                   | 21,2                   | 11,9                   | 8,1                    | 19,9                   |
| Середній мінімум, °C    | 0,3                    | 0,8                    | 1,4                    | 2,5                    | 5,1                    | 8,1                    | 10,3                   | 9,6                    | 6,8                    | 3,9                    | 2,6                    | 0,6                    | 4,3                    |
| Абсолютний мінімум, °C  | −11,7                  | −15,6                  | −6,7                   | −6,1                   | −2,8                   | −2,2                   | 2,2                    | 1,1                    | −3,9                   | −9,4                   | −11,7                  | −21,1                  | −21,1                  |
| Норма опадів, мм        | 277                    | 204                    | 197                    | 102                    | 52                     | 19                     | 6                      | 12                     | 25                     | 92                     | 238                    | 311                    | 1536                   |
| Днів з опадами          | 15                     | 13                     | 15                     | 11                     | 7                      | 4                      | 1                      | 2                      | 3                      | 8                      | 15                     | 16                     | 110,0                  |
| ----------------------- | ---------------------- | ---------------------- | ---------------------- | ---------------------- | ---------------------- | ---------------------- | ---------------------- | ---------------------- | ---------------------- | ---------------------- | ---------------------- | ---------------------- | ---------------------- |
| Джерело:                |                        |                        |                        |                        |                        |                        |                        |                        |                        |                        |                        |                        |                        |

## Демографія
Згідно з переписом 2010 року, у місті мешкали 1883 особи в 815 домогосподарствах у складі 469 родин. Густота населення становила 401 особа/км².  Було 916 помешкань (195/км²).
Расовий склад населення:
| - 90,3 % — білих - 2,0 % — корінних американців - 1,3 % — азіатів - 0,4 % — чорних або афроамериканців - 0,1 % — вихідців з тихоокеанських островів - 1,9 % — осіб інших рас |

До двох чи більше рас належало 3,9 %. Частка іспаномовних становила 8,3 % від усіх жителів.
За віковим діапазоном населення розподілялося таким чином: 23,7 % — особи молодші 18 років, 55,3 % — особи у віці 18—64 років, 21,0 % — особи у віці 65 років та старші. Медіана віку мешканця становила 43,0 року. На 100 осіб жіночої статі у місті припадало 85,2 чоловіків;  на 100 жінок у віці від 18 років та старших — 79,4 чоловіків також старших 18 років.
Середній дохід на одне домашнє господарство  становив 35 559 доларів США (медіана — 25 529), а середній дохід на одну сім'ю — 42 842 долари (медіана — 32 750). Медіана доходів становила 21 381 долар для чоловіків та 19 730 доларів для жінок. За межею бідності перебувало 33,5 % осіб, у тому числі 64,4 % дітей у віці до 18 років та 5,5 % осіб у віці 65 років та старших.
Цивільне працевлаштоване населення становило 590 осіб. Основні галузі зайнятості: мистецтво, розваги та відпочинок — 24,1 %, роздрібна торгівля — 21,2 %, освіта, охорона здоров'я та соціальна допомога — 16,4 %.